# Hulun (alliance)
Cet article concerne confédération des tribus Jürchen. Pour le lac, voir Hulun.
L'alliance Hūlun (mandchou : ᡥᡡᠯᡠᠨ
ᡤᡠᡵᡠᠨᡳ, translit. Hūlun Gurun ; chinois simplifié : 扈伦孟 ; chinois traditionnel : 扈倫孟 ; pinyin : hùlún mèng) désigne une importante confédération des tribus Jürchen, ayant existé entre la fin du XVIe siècle et 1919, sise principalement dans ce qui constitue aujourd'hui la province de Jilin en Chine.
L'alliance Hūlun se forme à l'initiative de Wan (mort en 1582), chef de la fédération tribale Hada, qui tire son importance du contrôle du commerce entre le Liaodong de la dynastie Ming et les tribus Jürchen à l'est par le col Guangshun (à l'est de Kaiyuan, qui se situe près de l'extrémité nord de la province actuelle du Liaoning). Outre les Hada, l'alliance Hūlun inclut trois autres fédérations tribales, connues sous les noms Ula, Yehe et Hoifa.
Bien que principalement d'origine jürchen, les Hūlun sont fortement influencés par la langue et la culture mongole et s'unissent avec les tribus Khorchins et Qaracin. Leurs voisins méridionaux, les Jürchens Jianzhou dirigés à la fin du XVIe siècle par Nurhachi, les considèrent ainsi comme Mongols (« Monggo »).
Le khan Hūlun Wan aspire au commandement suprême dans la région, tissant un réseau de relations politiques et économiques avec les chefs Jürchen et Mongols voisins, ainsi qu'avec le gouverneur Ming du Liaodong, Li Chengliang.
Nurhachi, chef des Jürchen Jianzhou, et beau-fils de Wan, considérait, d'après l'historienne Pamela Crossley (en), Wan et son alliance Hūlun comme un modèle pour son empire des Jin postérieur. De nombreuses années plus tard, bien après la mort de Wan et Nurhachi et le changement de nom des Jürchen en Mandchous par Huang Taiji, les historiens de la dynastie Qing mentionnent Wan comme le premier des grands chefs des « nations mandchoues ».
À cette époque, des processus d'unification de peuples et de nations se généralisent non seulement en Orient mais à travers le monde comme en Espagne en 1469, en Grande-Bretagne en 1536, aux Pays-Bas en 1579, chez les Iroquois d'Amérique du Nord en 1722 et au Népal en 1744, .
Au cours des dernières années du XVIe siècle, les tribus Hūlun finissent par reconnaître la suprématie de Nurhachi, bien que dans certains cas les chefs de tribu nommés par Nurhachi tentent de reprendre leur indépendance, entraînant un conflit ; c'est le cas par exemple avec Bujantai, chef des Ula. Finalement, les quatre tribus sont totalement incorporées dans l'empire de Nurhachi : les Hada en 1601, les Hoifa en 1607, les Ula en 1613 et les Yehe en 1619,.